# Теоклит Ардамерски
Теоклит (на гръцки: Θεόκλητος, Теоклитос) е гръцки духовник, ардамерски епископ в началото на XVIII век.

## Биография
В писмо на митрополит Игнатий Солунски (1698 - 1712) от 9 март 1702 година се говори за избора на йеромонах Игнатий за йерисовски и светогориски епископ. В избора на Игнатий взима участие и Теоклит Ардамерски. Теоклит е споменат и в тактикон на йерарсите от XVIII век.